# 舎衛城
舎衛城（しゃえいじょう、名称については後述）は、古代インドのコーサラ国にあった首都である。
現在はインドのウッタル・プラデーシュ州北東部、ラプティ川の近くにあたる。

## 名称
- サンスクリット語：Śrāvastī（シュラーヴァスティー）
- パーリ語：Sāvatthī（サーヴァッティー）
- 音写：室羅伐・室羅伐悉底など
  - 音写の略称：舎衛
- 漢訳（意訳含む）：聞者・聞物・豊徳・好道

名前の由来は、かつて Savattha（サヴァッタァ）という仙人が住していたことから名づく。また交通の便がよく商業都市として繁栄したが、「どんなものがある？」と聞かれると「なんでもある」（Sabbamm atthi）と答えることが常であったことから名づくともいわれる。あるいは、この城下より多くの名声ある人物や勝れた物を出だしたので、この名があるともいわれる。

## 歴史
仏教が布教された町として多くの仏典に登場する。バーセナディ国王や息子のビルリ王が居住した。『大智度論』では、釈迦が舎衛城に25年滞在し、バーセナディ王やスダッタ長者など、多くの民衆を教化したといわれる。
コーサラ国は、南北の2つの国から成り立っていたとされ、南方のコーサラ国と区別するために城の名前をもって国号としたともいわれる。また北を単にコーサラ国と呼び、南を南コーサラ国と称したとも。なお玄奘の『大唐西域記』では南を単なるコーサラ国と記し、『慈恩伝』には北をシュラーヴァスティー国、南をコーサラ国とする。
現在のマヘート（マヘトあるいはマーヘートとも）の遺跡群がこの舎衛城の附近であると考えられている。南方のサヘート（サヘトあるいはサーヘート）には隣接して祇園精舎の遺跡がある。

## 舎衛の三億
仏の説いた法が、遇い難く聞き難きことを表して、舎衛の三億という。なお古代のインドでは10万単位を1億と数えた。したがって3億とは30万のことである。
これは『大智度論』や『摩訶止観』を出典とする用語である。『大智度論』第9巻には「仏世には遇い難し。優曇波羅樹の華の時々一度有るが如し。説くが如く、舎衛の中に9億の家あり。3億の家は眼に仏を見え、3億の家は仏ありと耳で聞くも眼では見えず、3億の家は聞かず見ず、云々」とある。
つまり舎衛城には9億の家があったが、これを3億ずつ、釈迦仏を見た家、見たことはないが仏がいると聴いたことがある家、見聞きしたことのない家に3等分される。

## 現代の光景
祇園精舎跡が主な巡礼地で、香堂と菩提樹の木で主に瞑想と読経が行われる。舎衛城には、タイ、韓国、スリランカ、ミャンマー、チベット、中国などの仏教僧院が建設されている。

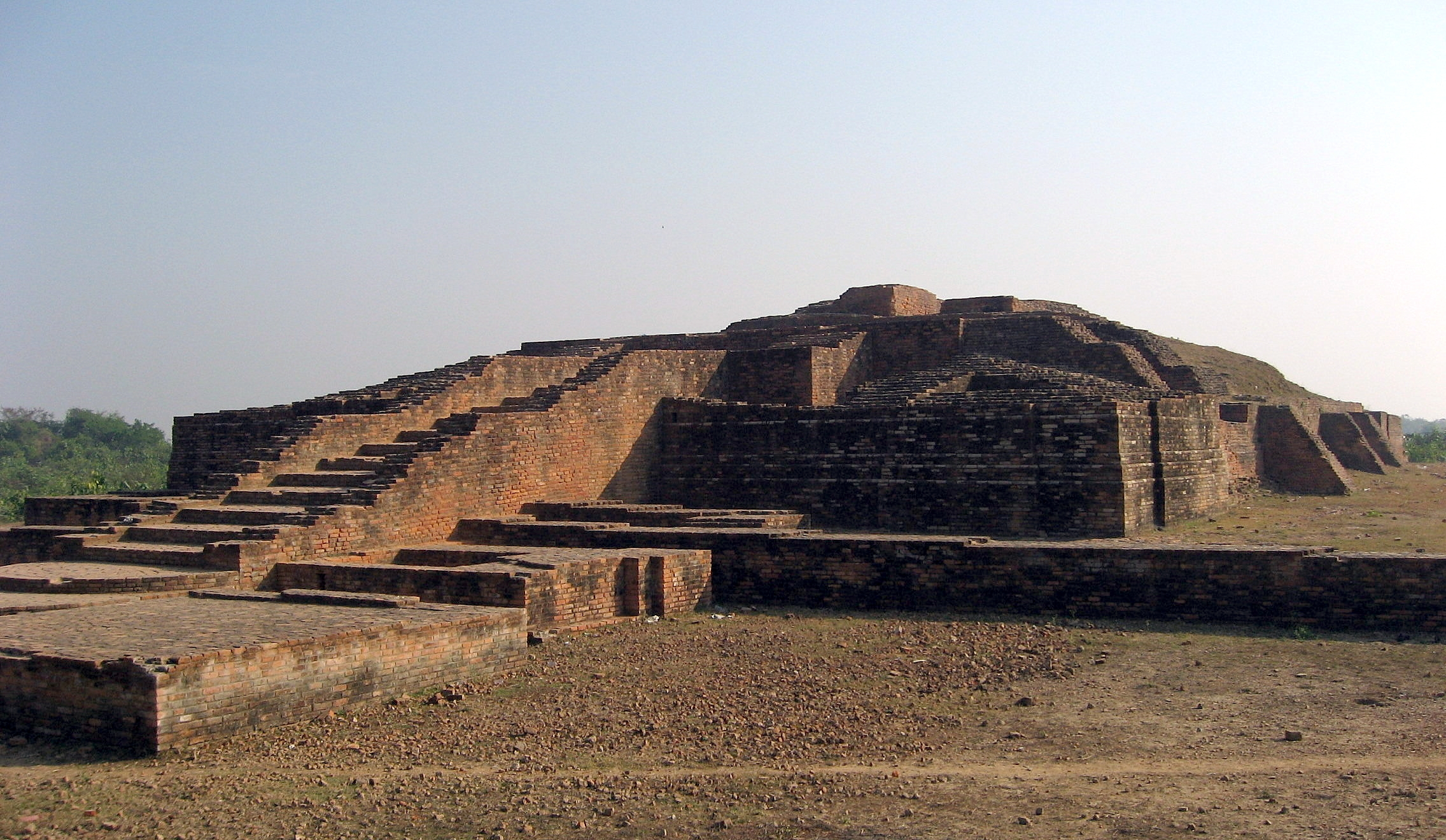
舎衛城にあるアナータピンディカのストゥーパ
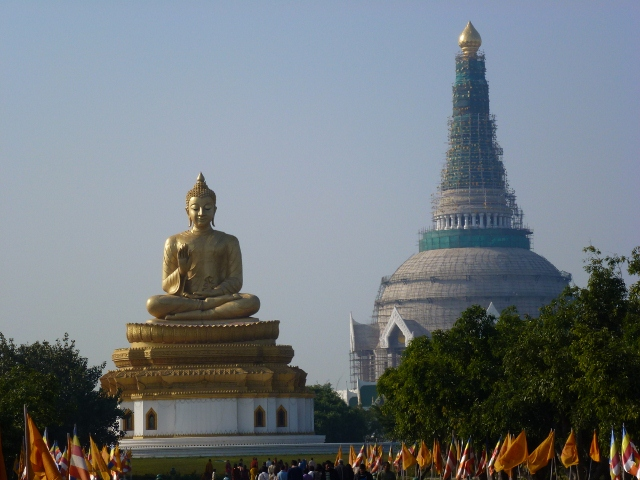
仏像
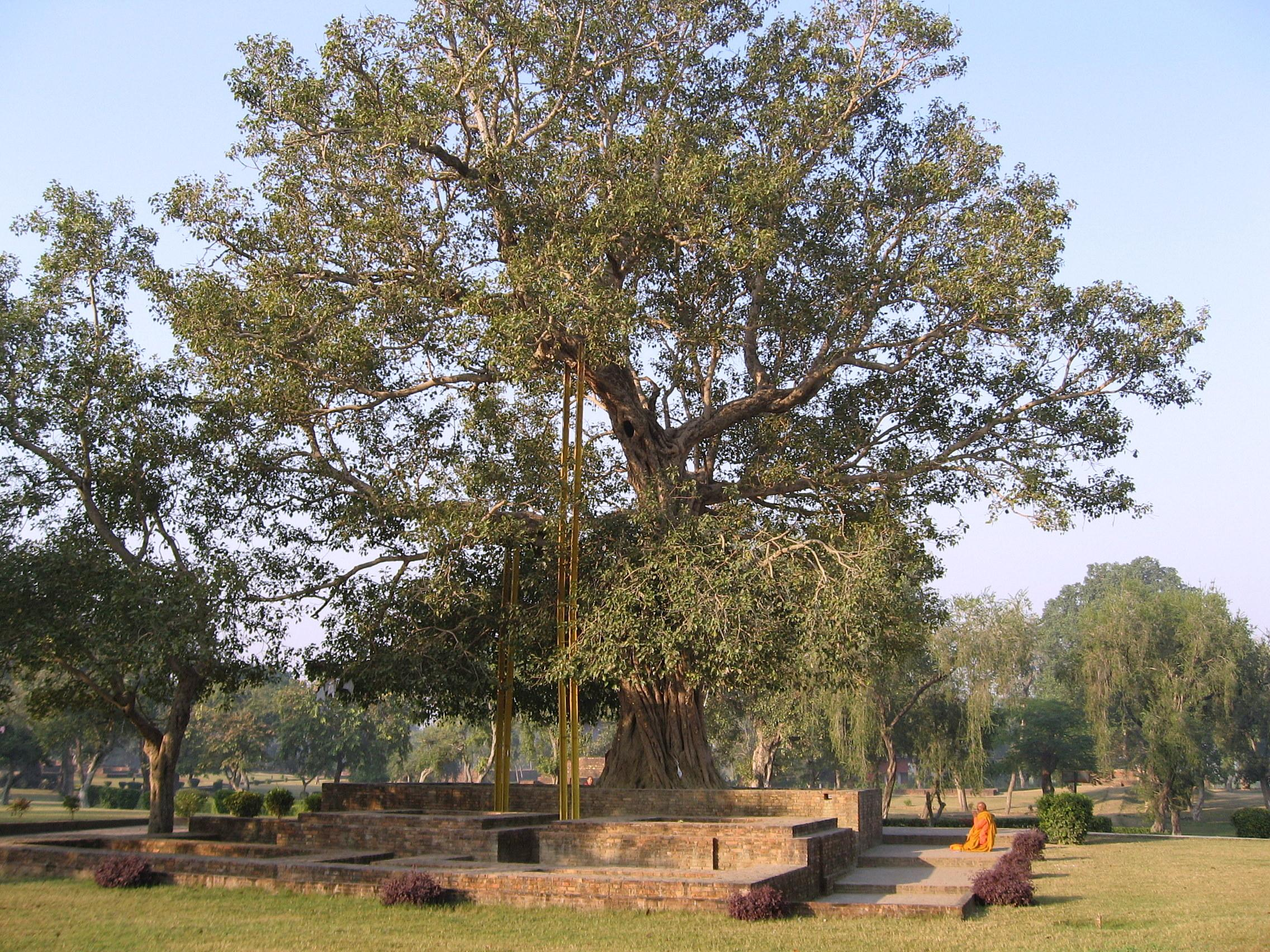
菩提樹
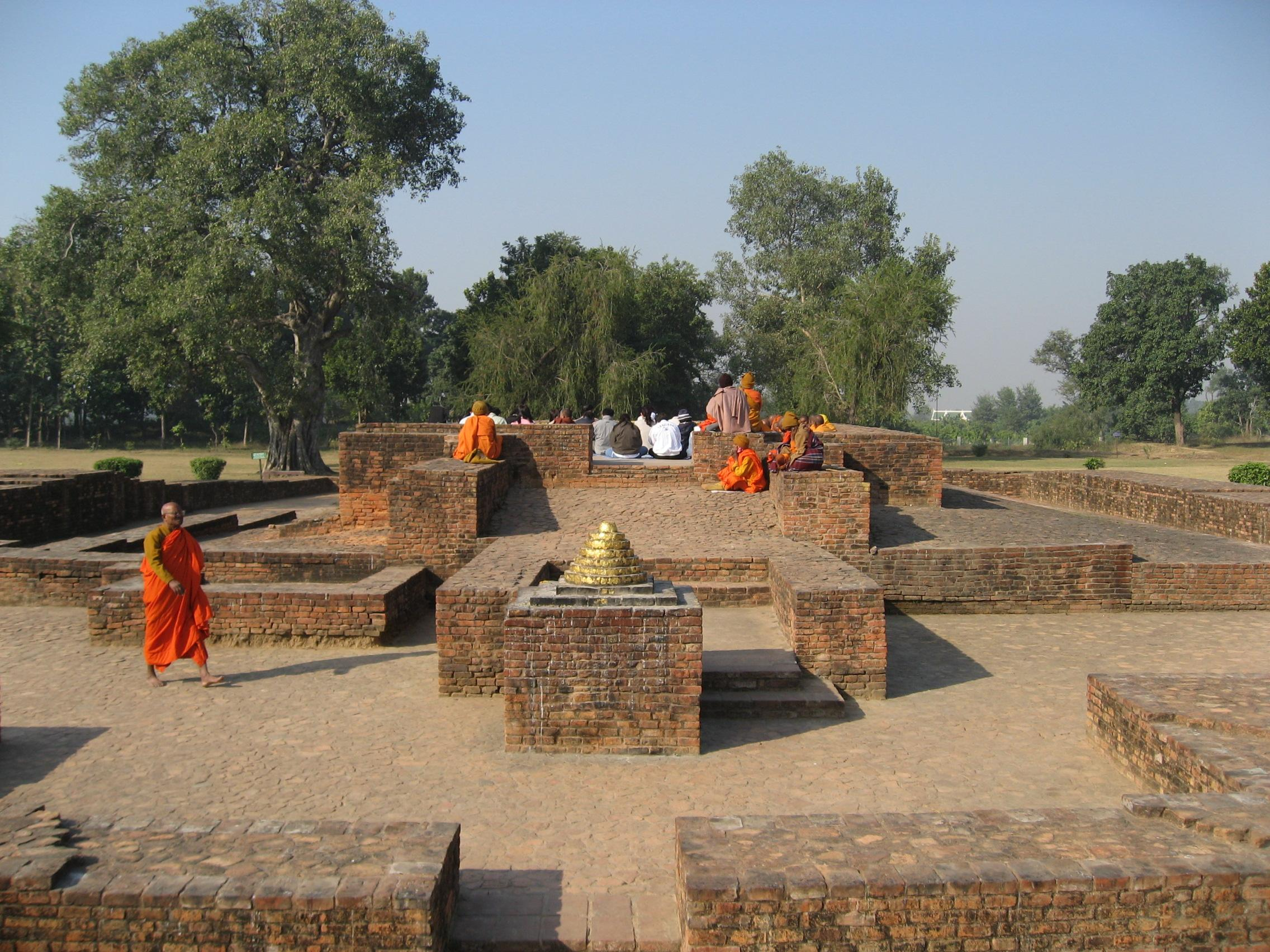
祇園精舎
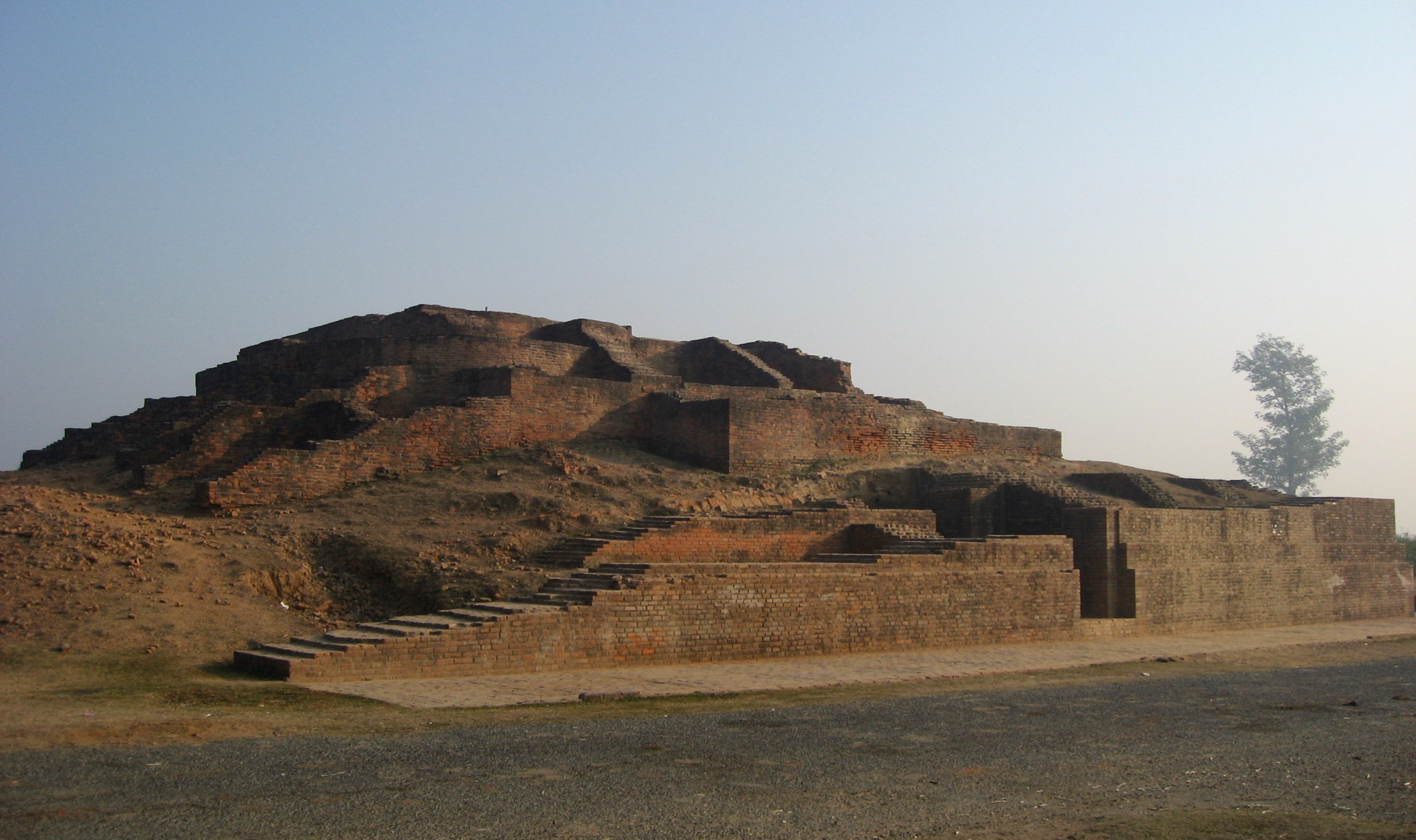
アングリマーラのストゥーパ
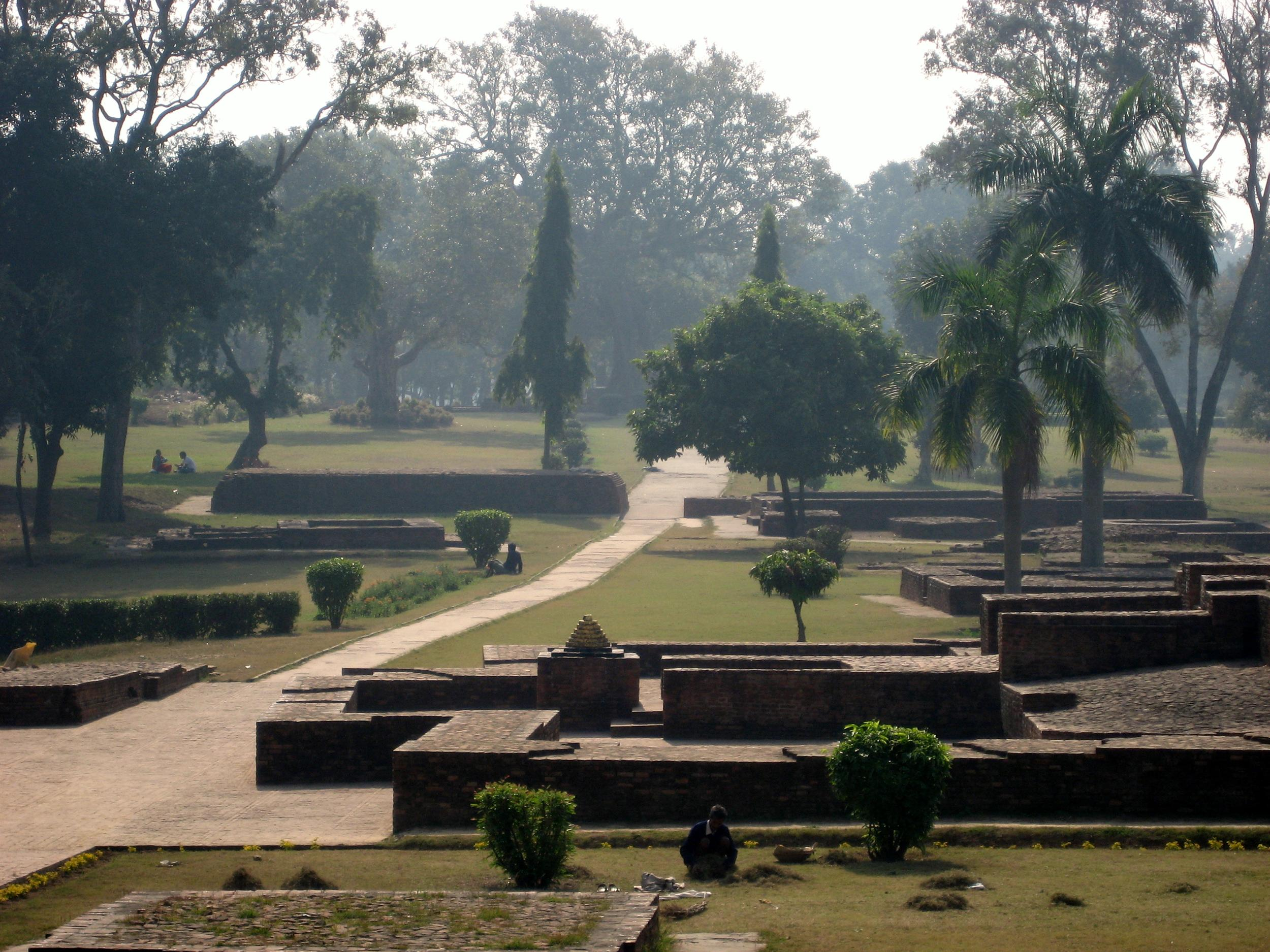
祇園精舎
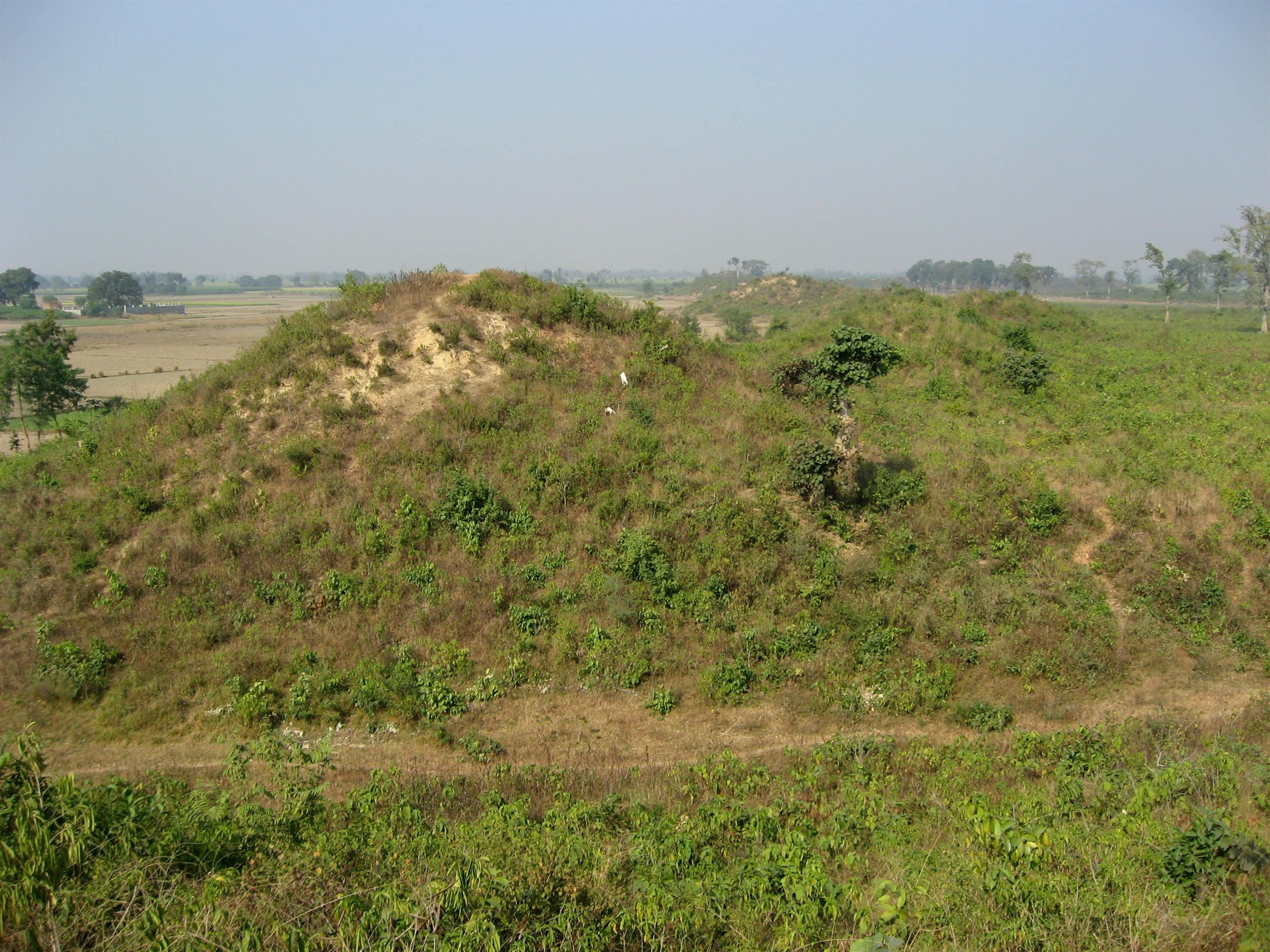
古代都市の城壁と門
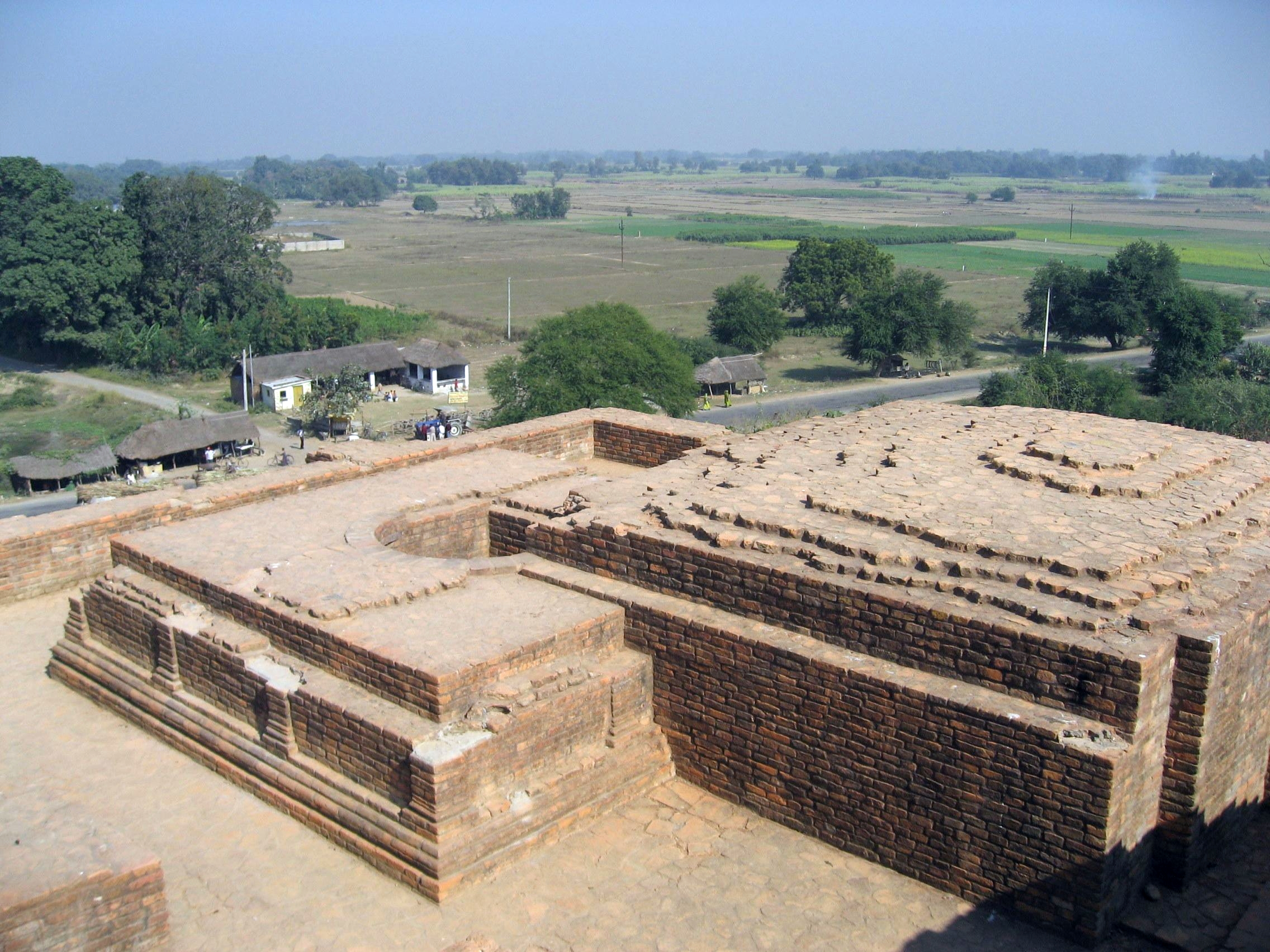
「双子の奇跡」エピソード場所
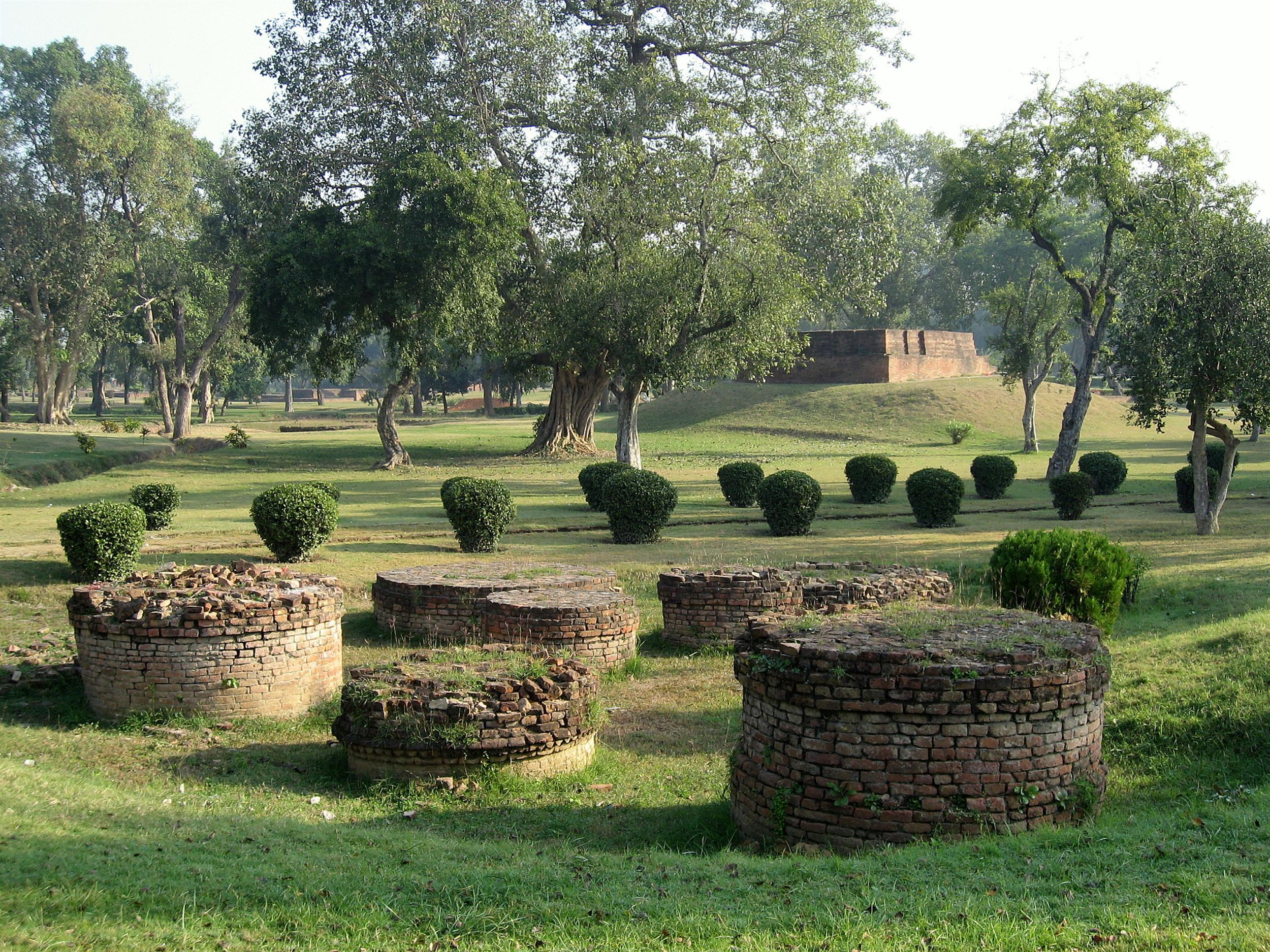
祇園精舎のストゥーパ
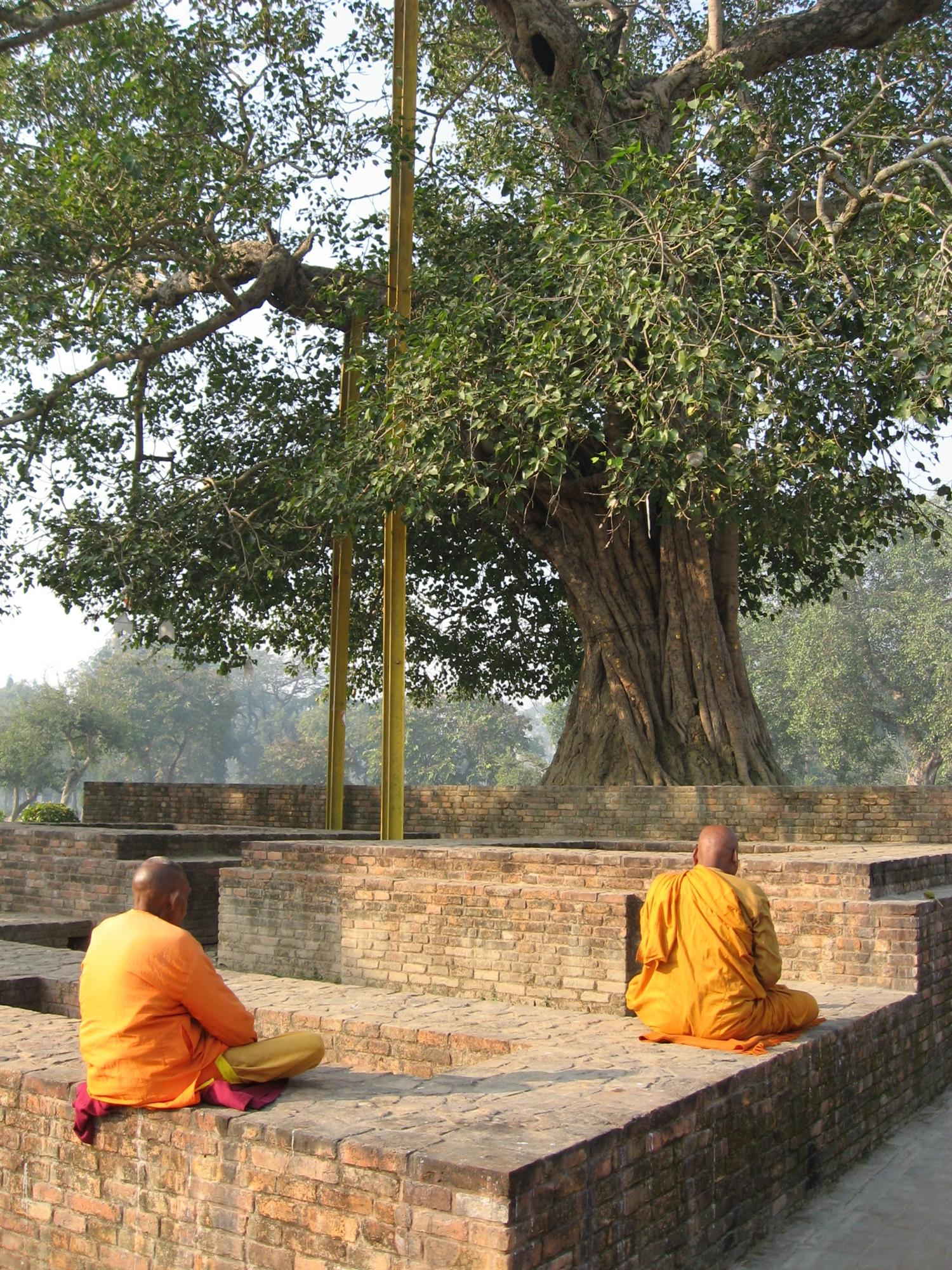
菩提樹で瞑想する比丘
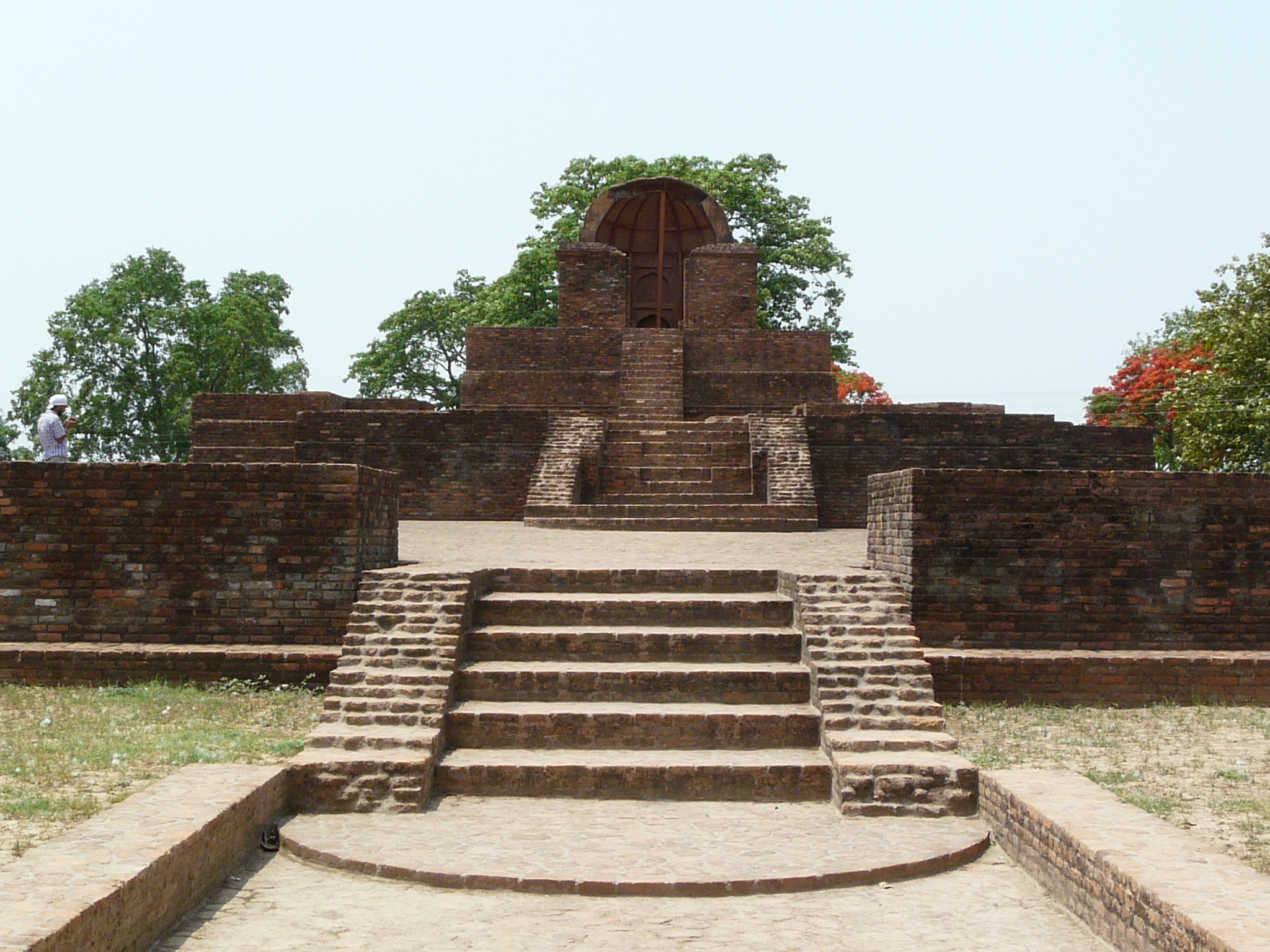
ジャイナ教寺院